# 卡拉泽达 (葡萄牙堂区)
卡拉泽达是葡萄牙布拉干萨区的一个堂区。总面积11.6平方公里，总人口1605人，人口密度138.4人/平方公里。